# (35708) 1999 FX27
1999 FX27 (asteroide 35708) é um asteroide da cintura principal. Possui uma excentricidade de 0.06374720 e uma inclinação de 2.79991º.
Este asteroide foi descoberto no dia 19 de março de 1999 por LINEAR em Socorro.